# Albany (New York)
Pour les articles homonymes, voir Albany.
Albany (/ˈɔl.bə.ni/) est une ville et la capitale de l'État de New York, aux États-Unis. Elle est située à 233 km au nord de New York, à une dizaine de kilomètres en aval du confluent de la rivière Mohawk avec l'Hudson. De plus, elle se trouve à une quarantaine de kilomètres des frontières du Vermont et du Massachusetts. Sa population s’élevait à 98 251 habitants en 2017.
Albany entretient des liens étroits avec les villes de Troy et Schenectady, formant un ensemble nommé Capital District comptant 870 716 habitants. Albany est également le siège du comté d'Albany.

## Histoire
Albany est la plus ancienne installation européenne conservée depuis l'époque des Treize Colonies.

### Colonisation néerlandaise
En 1540, des Français (peut-être les premiers Européens à découvrir le site) auraient installé un fort primitif sur une île, proche du site actuel d'Albany, mais celui-ci se serait effondré rapidement après ou même pendant sa construction.
L'histoire coloniale d'Albany commença réellement lorsqu'un Anglais, Henry Hudson, en train d'explorer pour la Compagnie néerlandaise des Indes occidentales sur son navire Halve Maen (la Demi-Lune), arriva dans la région en 1609. Durant les années 1610, plusieurs entreprises établissent un commerce de pelleterie dans les environs et un premier comptoir commercial, fort Nassau, est établi sur une île en face de l'actuelle Albany. En 1624, la première installation militaire de la colonie de la Nouvelle-Néerlande (Nieuw-Nederland), fort Orange, fut bâtie dans la région et baptisée en l'honneur des princes d’Orange. Aux alentours, le village de Beverwijck fut créé en 1652.

### Régime anglais
Lorsque les Anglais prirent le contrôle de ce territoire en 1664, on rebaptisa Beverwijck du nom d’Albany et le fort Orange prit le nom de fort Albany, en l'honneur du duc d'York et Albany, qui devint plus tard le roi Jacques II.
Depuis 1398, le titre de duc d'Albany était à l'origine donné généralement au plus jeune fils du roi d'Écosse. Le nom provient d'Alba, le nom gaélique désignant l'Écosse.
En 1673, les Néerlandais reprirent leur ancienne colonie et la bourgade fut rebaptisée Willemstadt. Lorsque les Anglais se la firent restituer l'année suivante au traité de Westminster, Willemstadt redevint Albany.
Albany obtint une charte et devint une commune le 22 juillet 1686, lorsque la charte de Dongan prit effet. Elle était alors réputée pour sa foire aux fourrures.
En 1754, des représentants de sept des colonies britanniques d'Amérique du Nord se réunirent lors du congrès d'Albany. Benjamin Franklin, originaire de Pennsylvanie, présenta le Plan Albany d'Union, la première proposition formelle pour unir les colonies.
En 1797, la capitale de l'État de New York fut transférée de Kingston à Albany.

## Politique
| Période                                  | Période          | Identité                       | Étiquette | Qualité        |
| ---------------------------------------- | ---------------- | ------------------------------ | --------- | -------------- |
| Les données manquantes sont à compléter. |                  |                                |           |                |
| 1926                                     | 1940             | John Boyd Thacher II (en)      | Démocrate |                |
| 1940                                     | 1941             | Herman F. Hoogkamp             |           | par intérim    |
| 2 janvier 1942                           | 28 mai 1983      | Erastus Corning 2nd (en)       | Démocrate |                |
| 1983                                     | 31 décembre 1993 | Thomas Michael Whalen III (en) | Démocrate |                |
| 1er janvier 1994                         | 31 décembre 2013 | Gerald Jennings (en)           | Démocrate |                |
| 1er janvier 2014                         | En cours         | Kathy Sheehan                  | Démocrate | Première femme |

## Démographie
| Groupe            | Albany | New York | États-Unis |
| ----------------- | ------ | -------- | ---------- |
| Blancs            | 57,0   | 66,8     | 72,4       |
| Afro-Américains   | 30,8   | 15,9     | 12,6       |
| Asiatiques        | 5,0    | 7,3      | 4,8        |
| Métis             | 3,7    | 3,0      | 2,9        |
| Autres            | 3,2    | 7,5      | 6,4        |
| Amérindiens       | 0,3    | 0,6      | 0,9        |
| Total             | 100    | 100      | 100        |
|                   |        |          |            |
| Latino-Américains | 8,6    | 17,6     | 16,7       |

Selon l'American Community Survey pour la période 2010-2014, 84,41 % de la population âgée de plus de 5 ans déclare parler l'anglais à la maison, 5,47 % déclare parler l'espagnol, 1,51 % une langue chinoise, 0,67 l'arabe, 0,62 % l'italien, 0,61 % le français et 6,71 % une autre langue.
Entre 2012 et 2016, le revenu par habitant était en moyenne de 26 335 dollars par an, bien en dessous de la moyenne de l'État de New York (34 212 dollars) et des États-Unis (29 829 dollars). De plus, 25,6 % des habitants d'Albany vivaient sous le seuil de pauvreté (contre 14,7 % dans l'État et 12,7 % à l'échelle du pays).

## Monuments
- Capitole de l'État de New York ;
- Hôtel de ville d'Albany ;
- Cathédrale de l'Immaculée-Conception (1852, style néogothique), inscrite au Registre national des lieux historiques en 1976 ;
- Église Sainte-Marie (XIXe siècle, style néo-roman italien), inscrite au Registre national des lieux historiques en 1977 ;
- Alfred E. Smith State Office Building, gratte-ciel de style art déco, des années 1930.

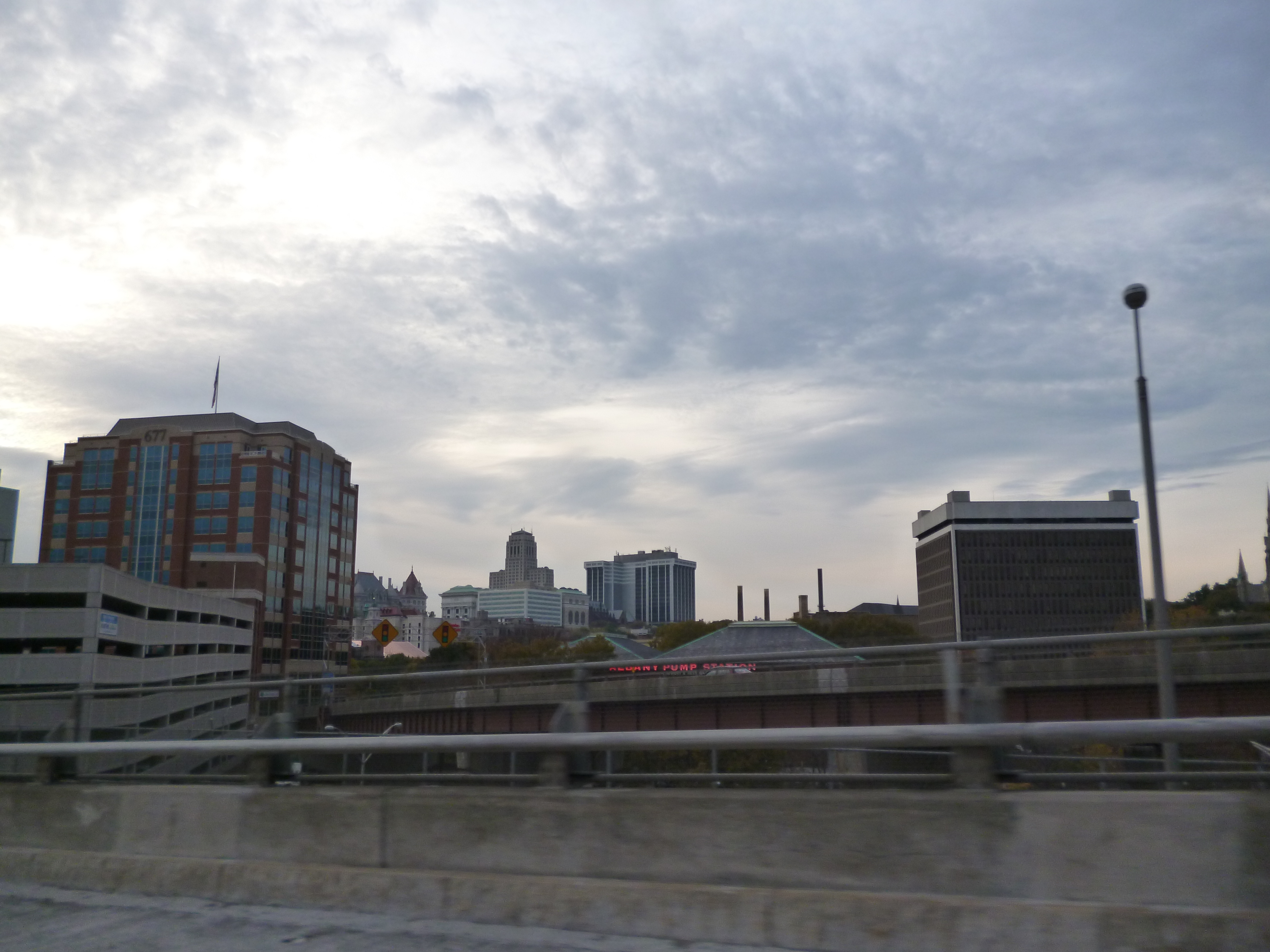
Panorama.
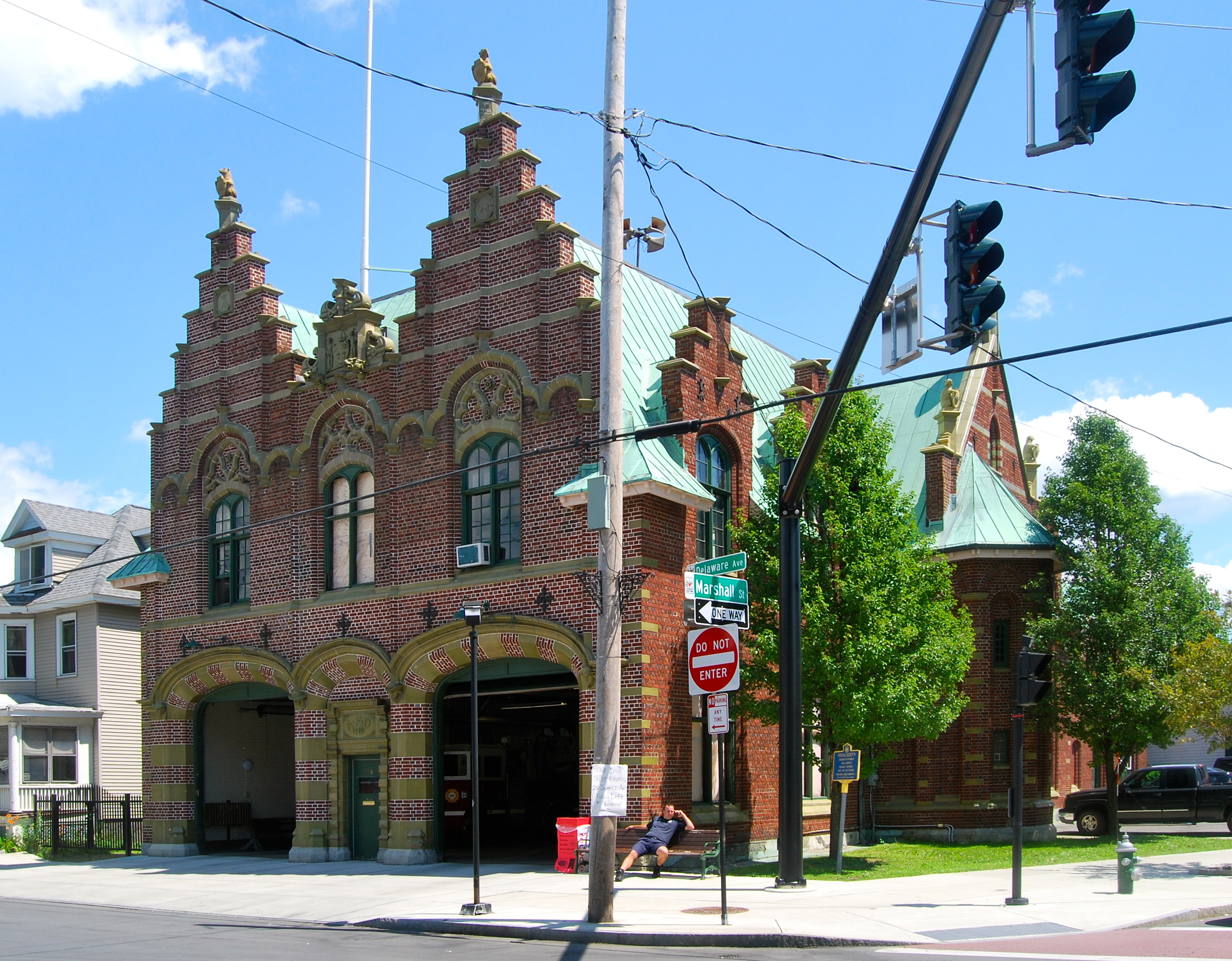
Caserne des pompiers.

## Éducation
- Université d'État de New York à Albany (SUNY Albany)
- Collège d'Albany de pharmacie et des sciences de la santé
- College of Saint Rose (en)

## Transports
Albany est desservi par un aéroport international situé à une dizaine de kilomètres au nord du centre-ville.
La gare d'Albany–Rensselaer, située de l'autre côté de l'Hudson face au centre-ville, est desservie par plusieurs lignes d'Amtrak.
Le pont ferroviaire Livingston Avenue Bridge a été construit en 1866.

## Jumelages
- Gand (Belgique)
- Nassau (Bahamas)
- Nimègue (Pays-Bas)
- Québec (Québec)
- Vérone (Italie)
- Viterbe (Italie)
- Toula (Russie) depuis 1991